# Dries Helsloot

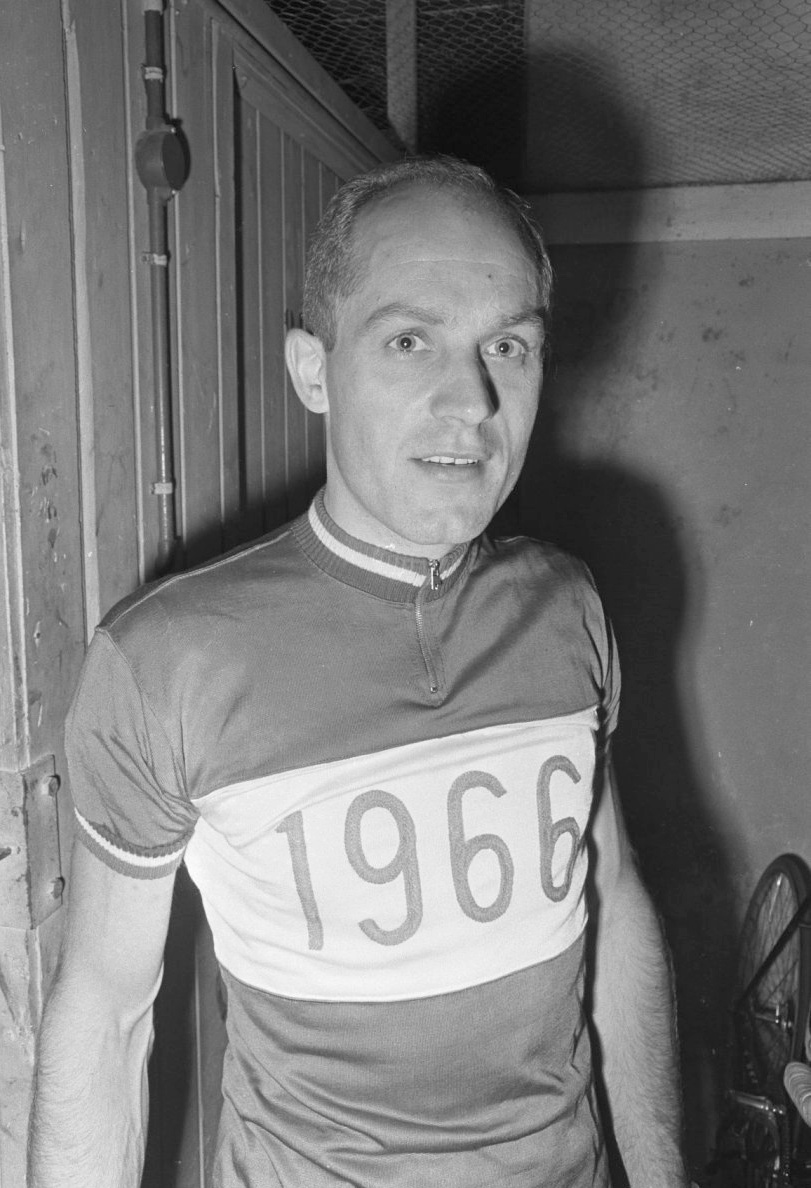
Dries Helsloot (1966)

Dries Helsloot (* 4. Januar 1937 in Amsterdam) ist ein ehemaliger niederländischer Radrennfahrer.

## Werdegang
Dries Helsloot kam am 4. Januar 1937 in Amsterdam zur Welt.
Im Jahr 1966 belegte er den ersten Platz in der Amateurklasse der niederländischen Meisterschaft des Steherrennens auf der Radrennbahn. Im gleichen Wettkampf erreichte er in den Jahren 1967–1969 den zweiten Platz. 1967 platzierte er sich außerdem bei den in Amsterdam ausgetragenen Bahnradsport-Weltmeisterschaften in der gleichen Klasse und Disziplin auf dem dritten Platz.